# Каліцтво худоби
Каліцтво худоби (англ.  cattle mutilation) — добре документоване, але не маюче задовільного пояснення явище, що полягає в загибелі великої рогатої худоби (в деяких випадках також овець і коней) при незвичних обставинах. Спостерігається в основному в Північній Америці, починаючи з другої половини 1960-х років.
Найбільш характерна ознака каліцтва худоби — вилучення внутрішніх органів з тіла тварини через надрізи, зроблені з хірургічною точністю, при повній відсутності яких-небудь слідів навколо місця убивства. В кінці 1970-х років  це явище стало предметом двох незалежних федеральних розслідувань США.

## Історія
Хоча Чарльз Форт, американський письменник і публіцист, упорядник довідників з сенсацій, зібрав чимало свідчень про такі події, що трапилися в кінці XIX — початку XX ст. в Англії, явище почало отримувати широкий розголос у пресі лише в 1960-х роках в США. Перші відомості про каліцтво худоби почали надходити з штатів Пенсільванія і Канзас на початку 1960-х, але явище залишався практично невідомим поза скотарських кіл до 1967 року, коли в колорадській газеті Pueblo Chieftain була опублікована стаття про дивну загибель коня в околицях міста Аламоса. Ця стаття була передрукована великими виданнями по всій країні. Крім того, це був перший випадок, коли каліцтво худоби привернуло увагу уфологів.
Згідно з цією статтею, справа виглядала так. 7 вересня 1967 року Агнес Кінг і її син Гаррі помітили, що їх 3-річний кінь не прийшов вчасно на ранчо за водою, що було дивно, зважаючи на дуже спекотну і суху погоду в цей день. Коли 9 вересня Гаррі знайшов труп коня, він зазначив сильний «лікарняний» запах від нього, і відсутність крові на місці події — при тому, що з голови і шиї коня була здерта шкіра і зрізані шматки м'яса до самих кісток. Розрізи виглядали зробленими з хірургічною точністю. На наступний день Агнес і Гаррі прийшли на це місце з родичами (містером і місіс Льюїс), і виявили там же шматок кінської шкіри з м'ясом, з якого сочилася слиз зеленуватого кольору, яким місіс Льюїс опекла руку. На площі 5000 квадратних ярдів навколо місця події було знайдено 15 місць, де земля була втиснута, але в радіусі 100 футів від тіла коня не було знайдено жодних слідів (навіть сліди самого коня обривалися на цій відстані). «Лікарняний» запах до того часу досить сильно ослаб, але все ж відчувався. Прибулий на місце події лісничий Лісової служби США, що мав при собі лічильник Гейгера, відзначив суттєве збільшення радіоактивності на деякій відстані від місця події. Пізніше він згадував цю подію, як одне з найдивніших за всю його практику: «Я бачив худобу, убиту блискавкою, але вона ніколи так не виглядала...».
Після безрезультатного звернення в інші інстанції, місіс Льюїс вирішила написати про цей випадок статтю для Pueblo Chieftain. Завдяки цій статті відомості про інцидент були опубліковані Associated Press 5 жовтня 1967 року. В той же день була опублікована стаття, в якій суддя Чарльз Беннет стверджував, що бачив разом з дружиною в Денвері як три червоно-помаранчевих кільця швидко рухалися по небу у формі трикутника, видаючи при цьому дзижчий звук. Всі ці спостереження викликали інтерес у уфологів, в тому числі і у Condon Committee, які відправили для розслідування інциденту з конем двох фахівців — Роберта Лоу і Роберта Адамса.
Адамс, голова ветеринарно-біомедичної школи при Колорадському університеті, обстежив тіло коня і сказав, що ніяких «неземних» причин його смерті він не знайшов. Він зазначив, що задня частина тіла коня була серйозно інфікована, і припустив, що хтось натрапив на вмираючого коня і перерізав йому горло, щоб припинити його страждання, а потім стерв'ятники довершили справу. Тим не менш, він не зміг пояснити відсутність крові на місці подій, як і «лікарняний» запах.
Незабаром після цього був опублікований звіт патологоанатома з Денвера, який побажав залишитися анонімним, в якому він стверджував, що в тілі коня був відсутній мозок і черевні органи, а також спинномозкова рідина. Пізніше Роберт Лоу заявив, що йому вдалося знайти автора звіту. Ним виявився не патологоанатом, а гематолог Джон Альтшулер, який заявив, що його слова були сильно спотворені при публікації, і що його думка по справі в цілому збігається з думкою Адамса.
До середини 1970-х років повідомлення про каліцтво худоби надходили вже з 15 штатів, від Монтани і Південної Дакоти до Нью-Мексико і Техасу. У 1975 році сенатор від Колорадо Флойд Хаскелл закликав ФБР почати розслідування цих інцидентів, заявивши, що в одному тільки Колорадо їх було зафіксовано не менше 130.

## Характерні риси
Хоча обставини каліцтва худоби відрізняються від випадку до випадку, але все ж таки можна виділити деякі найбільш часті риси:
- Відсутність очей, черевних і статевих органів, вирізаних з хірургічною точністю;
- Відсутність губ і/або язика (який виглядає вирізаним «під корінь»);
- Відсутність одного вуха;
- Відсутність серця та інших внутрішніх органів, часто за відсутності видимих розрізів, через які вони могли були бути вилучені. Якщо серце відсутнє, то перикард зазвичай залишається на місці;
- Відсутність шкіри в районі щелеп і нижче вух;
- Присутність надрізів на тілі тварини, виглядають як ніби зроблені хірургічними інструментами, при відсутності слідів зубів/кігтів хижаків;
- У багатьох випадках — майже повне знекровлення тіла тварини. Залишена кров, як правило, незвичайного кольору, і не згортається кілька днів;
- Тіла тварин виглядають як скинутими в глухих відвідуваних місцях (іноді їх знаходять висячими на парканах чи деревах). Які-небудь сліди навколо тіла відсутні, включаючи сліди самої тварини;
- Тим не менш, іноді біля тіла спостерігаються діри/вдавлення в ґрунті невідомого походження;
- Ґрунт під тілом тварини виглядає втиснутим так, якщо б воно було скинуто з великої висоти (див. вище);
- Найчастіше є переломи кісток, відповідні падіння з висоти (див. вище);
- Інші тварини уникають місце, де було знайдено тіло, і при його вигляді виявляють явні ознаки страху;
- В околицях місця інциденту спостерігаються незрозумілі атмосферні явища.

Відповідно до звітів ФБР від 1975 року, відсутність очей відзначається в 14 % випадків, відсутність язика— у 33 %, відсутність статевих органів — у 74 %, і відсутність прямої кишки — у 48 % випадків. Згідно з більш пізнім досліджень від NIDS, відсутність очей відзначається в 59 % випадків, відсутність язика — у 42 %, відсутність статевих органів — у 85 %, і відсутність прямої кишки — в 76 % випадків (округлено). На думку Говарда Берджесса, вік майже 90 % загиблої таким чином худоби — від 4 до 5 років.
Деякі з таких інцидентів відбуваються за дуже короткі проміжки часу. У звіті NIDS за 2002 рік наводиться випадок, що стався в 1997 році в штаті Юта. Два скотаря позначили клеймом одного з телят, після цього продовжили таврувати худобу, все це час не відходячи далі ніж на 300 метрів від цього теляти. Менше ніж через годину теля було знайдене повністю випотрошеним, при цьому ні крові, ні внутрішньо, ні яких-небудь слідів на місці знахідки помічено не було. Пізніше два незалежних дослідження показали, що патрання теля було виконано двома типами інструментів — великим ножем типу мачете, і чимось типу ножиць значно меншого розміру.
Повна відсутність будь-яких слідів поблизу тіла тварини вважається найбільш характерною і нез'ясовною ознакою каліцтва худоби. Однак у деяких випадках дивні сліди все ж вдавалося виявити. У знаменитому випадку із загибеллю коня в 1967 році якісь сліди (у тому числі сліди самого коня) були відсутні в радіусі 100 футів від тіла, але в цьому радіусі було знайдено кілька невеликих вм'ятин в ґрунті, і прим'ята трава в двох місцях. В липні 1976 року в штаті Нью-Мексико була знайдена мертвою трирічна корова з характерними ознаками каліцтва худоби, від якої йшов слід заглиблень в ґрунті. Поглиблення розташовувалися у формі трикутника (як якщо б хтось сунув апаратуру на штативі з місця на місце), 4 дюйма в діаметрі, 28 дюймів між поглибленнями, і пропадали на відстані 500 метрів від корови. Схожі інциденти були відзначені в тому ж регіоні у 1978 році
Які-небудь достовірні свідчення про подібні інциденти з участю людей відсутні, хоча іноді проводяться паралелі між каліцтвом худоби і загибеллю тургрупи Дятлова (важкі переломи кісток у Тібо-Бриньоля, Дубініної та Золотарьова; відсутність язика у Дубініної; відсутність будь-яких слідів на місці подій, крім слідів самої групи; спостереження незрозумілих атмосферних явищ незабаром після інциденту). У вересні 1993 роцу в 25-му номері уфологічного видання «Revista UFO» був опублікований матеріал про знахідку трупа місцевого жителя Жоакіма Себастьяна Гонсалвеша в районі Гуарапіранга в Бразилії 29 вересня 1988 року На тілі були типові ознаки каліцтва худоби (відсутність очних яблук, вух, губ, мошонки, прямої кишки та деяких внутрішніх органів), а також невеликі отвори на плечах, ногах і животі. Матеріал був ілюстрований кількома фотографіями тіла, на яких були наочно видно перераховані вище каліцтва. Розтин показав набряк мозку і зупинку серця через больовий шок, що дало підстави стверджувати, що ці ушкодження були нанесені ще за життя загиблого. Незалежне розслідування від INFA встановило особу загиблого, і уклав, що його смерть наступила від природних причин.

### Лабораторні аналізи
Лабораторні аналізи деяких тканин загиблих тварин показали різні аномалії їх хімічного складу. Однак такі аномалії спостерігалися далеко не у всіх випадках, і дослідники не могли визначити, були вони пов'язані зі смертю тварини чи ні.
В одному з випадків, документованому ФБР і поліція штату Нью-Мексіко, 11-місячний бичок був знайдений мертвим з характерними ознаками каліцтва худоби. Внутрішні органи також виглядали незвично.
Серце разом із зразками кісткової і м'язової тканини було відправлено в LANL для дослідження, в той час як зразки печінки були відправлені в дві приватні лабораторії. Дослідження LANL показали наявність клостридій у серці, але залишилося невідомим, чи пов'язано це із загибеллю тварини, так як ці бактерії можуть з'явитися в тканинах і природним шляхом. Зразки печінки виявилися повністю позбавлені міді, і містили цинку, калію і фосфору в 4 рази більше норми. Дослідники виявилися не в змозі пояснити ці аномалії. Зразки крові виявилися світло-рожевими, і не згорталися навіть після декількох днів. Шкірні покриви виявилися несподівано твердими для тварини, що недавно померла, а тканини під ними виглядали знебарвленим. Жодна з лабораторій не змогла зробити якісь висновки з цього приводу, хоча пізніше в LANL підтвердили наявність антикоагулянтів у крові інших тварин, загиблих в тому ж регіоні.

## Спроби пояснення
Згідно з «Енциклопедією помилок», всі випадки загибелі тварин, що приписуються до «каліцтва худоби», викликані природними причинами, і немає сенсу якось особливо виділяти їх з-поміж тисяч інших смертей худоби, що відбуваються кожен рік. Як докази наводяться результати експерименту, проведеного у штаті Арканзас у 2004 році, в якому туша мертвої корови була вивезена в поле і залишили там на 48 годин. За цей час через роздування туші під дією газів на шкірі з'явилися розриви, схожі на хірургічні розрізи, в той час як м'ясні мухи і їх личинки сильно пошкодили м'які тканини корови. Тим не менш, цей експеримент не пояснив відсутність крові в тілах деяких загиблих тварин. Також були проведені експерименти, які показали можливість відрізнити хірургічні розрізи від пошкоджень, залишених хижаками, хоча там не досліджувалася ймовірність розриву шкірних покривів через роздування туші.
Більшість скотарів виступили з критикою версії загибелі тварин від природних причин, стверджуючи, що вони можуть відрізнити природну смерть тварини від явно неприродної. У багатьох випадках загиблі тварини були найбільш сильними і здоровими у всьому стаді, що робить версію загибелі від хвороби або нападу хижаків малоймовірною.
Жорстоке поводження з тваринами, в тому числі і з використанням ножів або хірургічних інструментів, є відомим явищем, але у випадку з каліцтвом худоби людське втручання у значній мірі виключається через відсутність будь-яких слідів поблизу місць подій. Тим не менше на хвилі сатанинської паніки у свій час була популярна гіпотеза про ритуальне вбивство тварин членами якихось сект. Ця версія могла пояснити відсутність крові та внутрішніх органів у тілах тварин, але ніяких доказів існування таких сект виявити так і не вдалося (крім деяких малодостовірних свідчень, отриманих восени 1975 року), у тому числі і в ході розслідування силами ФБР.
Існують також теорії змови, що пояснюють каліцтво худоби діяльністю певних спецслужб або таємних товариств, які проводять експерименти над тваринами з невідомою метою. Зокрема, неодноразово говорилося про спостереженнях «чорних вертольотів» (зазвичай пов'язуються конспірологами з таємними організаціями такого роду) у місцях, де пізніше спостерігалися випадки каліцтва худоби. За даними  NIDS від 2002 року, після численних подібних інцидентів у 1976 році в штаті Юта скотарі навіть організували озброєні патрулі для захисту свого стада і одного разу один з таких патрулів натрапив на чорний вертоліт без будь-яких розпізнавальних знаків, в кабіні якого перебувало кілька чоловіків. Після цього випадку незвичайна загибель худоби в цьому регіоні не спостерігалася протягом як мінімум п'яти років.
У статті «Dead Cows І've Known», що була опублікована в 1997 році, дослідник Чарльз Т. Оліфент заявив, що вважає каліцтво худоби результатом секретних експериментів по вивченню захворювань тварин та можливості їх передачі людині. Схожої точки зору дотримується і відомий біохімік Кольм Келлехер, особисто дослідив багато випадки каліцтва худоби. На його думку, вони швидше за все пов'язані з секретною урядовою програмою з вивчення губчастої енцефалопатії великої рогатої худоби та свербежу овець.. Версія з урядовими експериментами і «чорними вертольотами» також пояснює відсутність слідів навколо місця події, а також те, чому туші тварин виглядають скинутими з великої висоти, але сам факт проведення таких досліджень викликає великі сумніви.
Уфологічні пояснення каліцтва худоби в цілому схожі на теорії урядових експериментів, але припускають участь інопланетян в експериментах над тваринами, або збір генетичного матеріалу з невідомою метою. Зокрема, уфолог Філліп С. Дюк стверджує, що вони можуть проводити експерименти по інкубації та подальшого вивчення вірусу ВІЛ/СНІД. Втім, враховуючи, що СНІД передався людині від приматів, а зовсім не від великої рогатої худоби, такий вибір об'єктів для проведення експериментів виглядає дивним.

### Офіційні висновки
Згідно з офіційними результатами розслідування, що були завершені ФБР у травні 1979 року, велика частина випадків каліцтв худоби дійсно викликана природними причинами, але деякі випадки не піддаються якому-небудь поясненню. ФБР також не змогло встановити будь-яких осіб, причетних до випадків каліцтва худоби.
Інше розслідування на федеральному рівні, проведене ATF, також не змогло зробити ніяких висновків, і лише постановило, що потрібно додаткове розслідування. Також незалежне розслідування проводилося на рівні штату Нью-Мексіко. Воно встановило, що у деяких випадках тваринам були введені снодійні та антикоагулянти до початку експериментів над ними; крім того, було помічено, що техніка розрізів з часом ставала все більш професійною. Тим не менш, слідству так і не вдалося встановити ані винних у цих діях, ані їхні мотиви.